# Перри, Стив (писатель)
Стив Перри (англ. Steve Perry) (род. 31 августа 1947, Батон-Руж, штат Луизиана) — американский писатель-фантаст. Известен также как Джесс Пил. Перри является автором произведений из таких всемирно известных фантастических серий, как «Звёздные войны», «Чужие» и «Конан». Наибольшую известность ему принесли книги из серии «Матадор».

## Биография
До того, как Стив полностью отдался ремеслу писателя, он сменил много профессий: инструктор по плаванию, спасатель, сборщик игрушек, продавец алюминия, инструктор по боевым искусствам, частный детектив, медбрат, помощник врача. Стив Перри занимается малайзийским боевым искусством пенчак-силат. Был участником самого большого гитарного ансамбля, включённого в «Книгу рекордов Гиннесса». Начал издаваться под псевдонимом Джесс Пил в 1977 году.